# Аннесли, Ричард, 2-й граф Аннесли
Ричард Аннесли, 2-й граф Аннесли (англ. Richard Annesley, 2nd Earl Annesley; 14 апреля 1745 — 9 ноября 1824) — англо-ирландский политик и дворянин. Он был известен как Достопочтенный Ричард Аннесли с 1758 по 1802 год.

## Биография
Родился 14 апреля 1745 года. Второй сын Уильяма Аннесли, 1-го виконта Глераули (1710—1770), и леди Энн Бересфорд (1718—1770), дочери Маркуса Бересфорда, 1-го графа Тирона, и леди Кэтрин Пауэр. Он получил образование в Тринити-колледже в Дублине.
Ричард Аннесли заседал в Ирландской палате общин от Колрейна (1776—1783), Сент-Каниса (1783—1790), Ньютаунардса (1790—1798), Блессингтона (1798—1800), Фора (1798), Клогера (1800) и Мидлтона (1800—1801).
В 1783 году Ричард Аннесли был назначен верховным шерифом графства Даун. Также он занимал должности комиссара таможни Ирландии (1786—1795, 1802—1806), комиссара акцизного сбора Ирландии (1795—1810) и члена Тайного совета Ирландии (1798).
19 декабря 1802 года после смерти своего бездетного старшего брата, Фрэнсиса Аннесли, 1-го графа Энсли (1740—1802), Ричард Аннесли унаследовал титулы 2-го графа Энсли из Каслвеллана (графство Даун), 3-го виконта Глераули (графство Фермана) и 3-го барона Энсли из замка Уэллан (графство Даун), став членом Ирландской палаты лордов.

## Личная жизнь
25 сентября 1771 года Суонлинбаре, графство Каван, Ричард Аннесли женился на Энн Ламберт (1752 — 30 июня 1822), дочери Роберта Ламберта и Элис Воган. У супругов было шестерых детей:
- Уильям Ричард Аннесли, 3-й граф Энсли (16 июля 1772 — 25 августа 1838), старший сын и преемник отца[1].
- Достопочтенный Роберт Аннесли (1 июня 1773 — 21 апреля 1825)[1]
- Генерал-лейтенант Артур Гроув-Аннесли (9 ноября 1774 — 7 ноября 1849)[1]
- Капитан Фрэнсис Чарльз Аннесли (21 ноября 1775 — 5 августа 1832)[1]
- Кэтрин О’Доннелл, урожденная Аннесли (1776—1830)
- Энн Мэри Аннесли (1778 — ?).

Лорд Энсли скончался 9 ноября 1824 года в возрасте 79 лет в Клонтарфе, графство Дублин, Ирландия. Он был похоронен 16 ноября 1824 года. Ему наследовал его старший сын, Уильям Ричард Аннесли, 3-й граф Энсли.